# 神宮前タワービルディング
神宮前タワービルディング（じんぐうまえタワービルディング）は、東京都渋谷区神宮前1丁目の複合施設型の高層ビル。

## 概要
明治通りと竹下通り角地に所在した高級ブティックなどが入るファッションビル「パレフランス」跡地の建てられた商業複合ビルである。
2003年にパレフランスは老朽化のため閉館し、翌年、外資系ファンドが主導する「原宿タウン特定目的会社」がデベロッパーとなり、「神宮前計画」として再開発に着手するが、長期間工事が中断していた。その後、工事が再開され、2017年9月に竣工した。2019年4月、ヒューリックがビルを取得した。
ビルは、地上23階、地下3階で構成され、地下2、3階は駐車場・機械室、地下1階はフィットネスクラブ、1階には物販店が入り、2階から23階はオフィスフロアとして供用されている。
明治神宮前駅、原宿駅から徒歩5分圏内に位置し、北側には東郷神社、原宿東郷記念館、水交会がある。

## 主要テナント

### オフィス
- ユニバーサル ミュージック合同会社[7]
- 株式会社ビームスホールディングス
- 株式会社スノーピーク
- フルラジャパン株式会社
- ワークスモバイルジャパン株式会社

### 店舗
- アシックス原宿フラッグシップ
- WEGO 1.3.5... 原宿竹下通り店
- ゴールドジム原宿ANNEX
- ローソン Ｓ神宮前タワービルディング店